# Куэгда
Куэгда — залив лагунного типа Охотского моря у северного берега острова Сахалин. Относится к территории городского округа «Охинский». Входит в состав заказника «Северный». Открыт в 1869 году экипажем бота «Куэгда», тогда же назван в честь этого судна.
Название в переводе с айнского — «тальник».

## География
Расположен в северной части полуострова Шмидта и состоит из собственно залива Куэгда, соединенного протокой с заливом Северный Охотское моря и мелководным заливом Неурту, который является западным продолжением залива Куэгда и в настоящий момент самостоятельно с морем не сообщающимся.
Глубина залива в среднем составляет 0,3 — 0,9 м, в фарватере доходит до 2 м. Донный грунт — ил, покрытым водной растительностью, сменяющимся гравийно-галечно-песчаными грунтами у берега и в протоке, сообщающей лагуну с морем.

## Гидрология
Ледостав с октября до середины мая, продолжительность ледового периода составляет 204 дня.
Температура воды в мелководной западной части Куэгды доходит до 16,5 °C, в протоке понижается до 13 °C. Тепловой режим лагуны зависит от приливо-отливных явлений: в момент наступления малой воды фиксируется максимальная температура, при этом вода в протоке всегда холоднее на 1-1,5 °C. При наступлении отлива температура в центре акватории поднимается быстрее из-за притока тёплых вод с западной мелководной части залива.

## Орнитофауна
Акватория залива Куэгда является местом линьки водоплавающих птиц, в основном речных и нырковых уток. Здесь собираются кряквы, касатки, свиязи, чирки-свистунки, шилохвости и трескунки, широконоски, хохлатые и морские чернети, каменушки, гоголи, длинноносые крохали и другие, а также озёрные чайки и моёвки.

## Хозяйственное значение
- В бассейне лагуны производятся сезонные сельскохозяйственные работы — сенокосы[5].
- В окрестностях залива разрешена ограниченная любительская охота на водоплавающих и околоводных птиц[6].